# Danis Civil
Danis Civil (n. 3 mai 1988, Saint-Laurent-du-Maroni, Guyana Franceză, Franța) este un sportiv ce a reprezentat Franța, medaliat olimpic. A participat la 1 ediție a Jocurilor Olimpice (2024) în care a câștigat 1 medalie de argint.

## Participări
Lista de mai jos prezintă principalele competiții la care a participat Danis Civil de-a lungul carierei.
- Breakdance la Jocurile Olimpice de vară din 2024[2]